# Liste der Einträge im National Register of Historic Places im Latimer County
Diese Liste der Einträge im National Register of Historic Places im Latimer County enthält alle im Latimer County, Oklahoma in das National Register of Historic Places eingetragenen Gebäude, Bauwerke, Objekte, Stätten oder historischen Distrikte.
Diese Liste entspricht dem Bearbeitungsstand des National Park Service/National Register of Historic Places vom 11. Oktober 2024.

## Legende
| NRHP | Historic Place             |
| HD   | National Historic District |

## Aktuelle Einträge
| [ 2 ] | Name                                           | Bild                                     | Eintragsdatum                 | Lage | Ort               | Beschreibung |
| ----- | ---------------------------------------------- | ---------------------------------------- | ----------------------------- | --- | ----------------- | ------------ |
| 1     | Administration Building                        | Administration Building                  | 3. Sep. 2010 ID-Nr. 10000626  | 831 SE 172 Road 34° 48′ 25,9″ N, 95° 18′ 29,2″ W                                                                      | Wilburton, Vorort |              |
| 2     | Ash Creek School                               | Ash Creek School                         | 8. Sep. 1988 ID-Nr. 88001392  | in der Nähe der Ash Creek Road 35° 0′ 42″ N, 95° 23′ 15″ W                                                            | Wilburton         |              |
| 3     | Bowers School                                  |                                          | 8. Sep. 1988 ID-Nr. 88001393  | in der Nähe der U.S. Route 270 an einer Landstraße 34° 54′ 49″ N, 95° 25′ 17″ W                                       | Wilburton         |              |
| 4     | Cambria School                                 | Cambria School                           | 8. Sep. 1988 ID-Nr. 88001394  | nordöstlich von Hartshorne 34° 53′ 0″ N, 95° 30′ 18″ W                                                                | Hartshorne        |              |
| 5     | Colony Park Pavilion                           | Colony Park Pavilion                     | 8. Sep. 1988 ID-Nr. 88001395  | Veterans Colony 34° 48′ 41″ N, 95° 18′ 28″ W                                                                          | Wilburton         |              |
| 6     | Cupco Church                                   | Cupco Church                             | 6. Nov. 1980 ID-Nr. 80003273  | südlich von Yanush, in der Nähe des Oklahoma State Highway 2 34° 41′ 45″ N, 95° 18′ 33″ W                             | Yanush            |              |
| 7     | Degnan School                                  | Degnan School                            | 8. Sep. 1988 ID-Nr. 88001396  | nordwestlich von Wilburton, in der Nähe des Oklahoma State Highway 2 34° 56′ 49″ N, 95° 21′ 7,9″ W                    | Wilburton         |              |
| 8     | Eastern Oklahoma Tuberculosis Sanatorium       | weitere Bilder                           | 6. Apr. 2011 ID-Nr. 10001008  | 10014 SE 1138th Avenue 34° 45′ 18″ N, 95° 4′ 39″ W                                                                    | Talihina, Vorort  |              |
| 9     | Edwards Store                                  |                                          | 13. Apr. 1972 ID-Nr. 72001069 | nordöstlich von Red Oak 34° 59′ 50″ N, 94° 58′ 17″ W                                                                  | Red Oak           |              |
| 10    | Edwards-Hardaway Homestead and Cemetery        |                                          | 7. Dez. 2021 ID-Nr. 100007234 | Norris Road, nordöstlich von Red Oak 34° 59′ 53,2″ N, 94° 58′ 21,7″ W                                                 | Red Oak, Vorort   |              |
| 11    | Great Western Coal and Coke Company Building   |                                          | 6. Nov. 1980 ID-Nr. 80003268  | 701 E. Main Street 34° 55′ 0″ N, 95° 17′ 37″ W                                                                        | Wilburton         |              |
| 12    | Great Western Coal and Coke Company Mine No. 3 |                                          | 6. Nov. 1980 ID-Nr. 80003269  | in der Nähe der U.S. Route 270 34° 54′ 58″ N, 95° 17′ 51″ W                                                           | Wilburton         |              |
| 13    | Holloway’s Station                             | Holloway’s Station                       | 13. Apr. 1972 ID-Nr. 72001070 | nordöstlich von Red Oak 34° 58′ 39″ N, 95° 2′ 53,9″ W                                                                 | Red Oak           |              |
| 14    | Lake Wister Locality                           |                                          | 19. Aug. 1975 ID-Nr. 75001566 | Adresse nicht veröffentlicht                                                                                          | Wister            |              |
| 15    | McLaughlin Site                                |                                          | 28. Juni 1972 ID-Nr. 72001071 | Adresse nicht veröffentlicht                                                                                          | Red Oak           |              |
| 16    | Mitchell Hall                                  | Mitchell Hall                            | 6. Nov. 1980 ID-Nr. 80003270  | am Campus der Eastern Oklahoma State College 34° 54′ 33″ N, 95° 19′ 18″ W                                             | Wilburton         |              |
| 17    | Panola High School and Gymnasium               |                                          | 8. Sep. 1988 ID-Nr. 88001397  | in der Nähe der U.S. Route 270 und der Eisenbahnstrecke im Süden 34° 55′ 40″ N, 95° 12′ 51,8″ W                       | Panola            |              |
| 18    | Pusley’s Station                               |                                          | 13. Apr. 1972 ID-Nr. 72001068 | südwestlich von Higgins 34° 41′ 52″ N, 95° 28′ 15″ W                                                                  | Higgins           |              |
| 19    | Riddle’s Station Site                          | Riddle’s Station Site                    | 13. Juni 1972 ID-Nr. 72001072 | östlich von Wilburton 34° 55′ 14″ N, 95° 15′ 24″ W                                                                    | Wilburton         |              |
| 20    | Robbers Cave State Park                        | weitere Bilder                           | 23. Aug. 2002 ID-Nr. 96000489 | nördlich der Straßenkreuzung des Oklahoma State Highway 2 und Oklahoma State Highway 270 34° 58′ 59″ N, 95° 21′ 28″ W | Wilburton         |              |
| 21    | Rosenstein Building                            | Rosenstein Building                      | 27. Juni 1980 ID-Nr. 80003271 | 111 E. Main Street 34° 55′ 12″ N, 95° 17′ 57″ W                                                                       | Wilburton         |              |
| 22    | Sacred Heart Catholic Church and Rectory       | Sacred Heart Catholic Church and Rectory | 6. Nov. 1980 ID-Nr. 80003272  | 102 Center Point Road 34° 55′ 0″ N, 95° 18′ 43,9″ W                                                                   | Wilburton         |              |